# 阿馬夸鎮區 (愛荷華州布恩縣)
阿馬夸鎮區（英語：Amaqua Township）是位於美國愛荷華州布恩縣的一個行政鎮區。

## 地方資料
根據2010年美國人口普查的數據，阿馬夸鎮區的面積為95.21平方千米，當中陸地面積為95.18平方千米，而水域面積為0.03平方千米。當地共有人口283人，而人口密度為每平方千米2.97人。